# Caridina tonkinensis
Caridina tonkinensis is een garnalensoort uit de familie van de Atyidae. De wetenschappelijke naam van de soort is voor het eerst geldig gepubliceerd in 1919 door Bouvier.